# Шенгелая Аріадна Всеволодівна
Шенгелая Аріадна Всеволодівна (груз. არიადნა შენგელაია; *13 січня 1937, Ташкент) — радянська актриса театру і кіно. Народна артистка Грузинської РСР з 1979 року, народна артистка Росії з 2003 року. Член Спілки кінематографістів Росії.
Народилася 13 січня 1937 р. у Ташкенті. Закінчила Всесоюзний державний інститут кінематографії (1960).

## Фільмографія
Знялась у фільмах:
- «Катерина Вороніна» (1957),
- «Євгеній Онегін» (1958),
- «Білі ночі» (1959),
- «Євгенія Гранде» (1960),
- «Обережно, бабусю!» (1960),
- «Суд божевільних» (1961),
- «Звільнення на берег» (1962),
- «Ромео, мій сусід» (1963),
- «Гранатовий браслет» (1964),
- «Постріл» (1966),
- «Гойя, або Тяжкий шлях пізнання» (1971),
- «Диваки» (1973)
- «Сінема» (1977),
- «Золоте руно» (1981)
- «Повернення Будулая» (1985)
- «Голова Горгони» (1986) тощо,

а також в українському телесеріалі «Бабин Яр» (2002).